# Scottish Third Division 1999-2000
La Scottish Third Division 1999-2000 è stata la 6ª edizione del torneo e ha rappresentato la quarta categoria del calcio scozzese.

## Novità
In questa edizione, a causa dell'allargamento a 12 squadre della Premier League prevista per la stagione successiva, verrà promossa anche la terza classificata.

## Squadre partecipanti
| Squadra            | Città              | Stadio              | Stagione precedente                              |
| ------------------ | ------------------ | ------------------- | ------------------------------------------------ |
| Albion Rovers      | Coatbridge         | Cliftonhill Stadium | 7º posto                                         |
| Berwick Rangers    | Berwick-upon-Tweed | Shielfield Park     | 5º posto                                         |
| Brechin City       | Brechin            | Glebe Park          | 3º posto                                         |
| Cowdenbeath        | Cowdenbeath        | Central Park        | 9º posto                                         |
| Dumbarton          | Dumbarton          | Boghead Park        | 4º posto                                         |
| East Fife          | Methil             | Bayview Stadium     | 9º posto in Scottish Second Division 1998-1999.  |
| East Stirlingshire | Falkirk            | Firs Park           | 8º posto                                         |
| Forfar Athletic    | Forfar             | Station Park        | 10º posto in Scottish Second Division 1998-1999. |
| Montrose           | Montrose           | Links Park          | 10º posto                                        |
| Queen's Park       | Glasgow            | Hampden Park        | 6º posto                                         |

## Classifica finale
|  | Pos. | Squadra            | Pt | G  | V  | N  | P  | GF | GS | DR  |
|  | ---- | ------------------ | -- | -- | -- | -- | -- | -- | -- | --- |
|  | 1.   | Queen's Park       | 69 | 36 | 20 | 9  | 7  | 54 | 37 | +17 |
|  | 2.   | Berwick Rangers    | 66 | 36 | 19 | 9  | 8  | 53 | 30 | +23 |
|  | 3.   | Forfar Athletic    | 61 | 36 | 17 | 10 | 9  | 64 | 40 | +24 |
|  | 4.   | East Fife          | 59 | 36 | 17 | 8  | 11 | 45 | 39 | +6  |
|  | 5.   | Cowdenbeath        | 54 | 36 | 15 | 9  | 12 | 59 | 43 | +16 |
|  | 6.   | Dumbarton          | 53 | 36 | 15 | 8  | 13 | 53 | 51 | +2  |
|  | 7.   | East Stirlingshire | 40 | 36 | 11 | 7  | 18 | 28 | 50 | −22 |
|  | 8.   | Brechin City       | 38 | 36 | 10 | 8  | 18 | 42 | 51 | −9  |
|  | 9.   | Montrose           | 37 | 36 | 10 | 7  | 19 | 39 | 54 | −15 |
|  | 10.  | Albion Rovers      | 22 | 36 | 5  | 7  | 24 | 33 | 75 | −42 |

Legenda:

      Campione di Third Division e promossa in Second Division
      Promossa in Second Division
Note:

Tre punti a vittoria, uno a pareggio, zero a sconfitta.